# Кроун, Фома Егорович
Фома Егорович Кроун (англ. Thomas Frederick Crown; 1826—1893) — вице-адмирал русского флота.

## Биография
Родился в Ревеле 6 (18) июля 1826 года в семье морского офицера лейтенанта Егора Романовича (Georg Frederic) Кроуна (1791—?) — сына адмирала Романа Васильевича Кроуна и его супруги Изабеллы Симпсон (1801—1878). Был младшим сыном, до него родились Александр (1823—1900) и Егор (1825—1855).
После окончания Морского кадетского корпуса был произведён в мичманы (21.08.1846) и служил на Балтийском флоте на корабле «Владимир».
В декабре 1851 года был произведён в лейтенанты и вскоре на транспорте «Двина» совершил переход из Кронштадта на Камчатку. Обратный путь совершил по суше через всю Россию, вернувшись в Петербург в начале 1853 года. Вскоре началась война и Ф. Кроун на пароходофрегате «Смелый» принял участие в защите Кронштадта и Свеаборга от нападения англо-французского флота, за что был награждён орденом Св. Анны 3-й степени.
В 1856—1860 годах плавал на пароходофрегате «Олаф». 1 (13) января 1860 года произведён в капитан-лейтенанты. В кампании с 1861 по 1863 годов командовал винтовой шхуной «Компас» в плаваниях по Финскому заливу. 17 апреля 1863 года награжден орденом Св. Станислава II степени с императорской короной. В марте 1866 года произведён в чин капитан 2-го ранга и был снова возвращён на «Олаф», уже его командиром.
В 1870 году был переведён на Черноморский флот. 29 июня 1870 года назначен командиром строившейся императорской паровой яхты «Ливадия». 1 января 1871 года произведён в чин капитан 1-го ранга.
Во время русско-турецкой войны как флигель-адъютант в 1877 году отдавал военные приказы об атаках на порты турок, в частности на порт Пендерекли. С 1879 года был командиром императорской яхты «Штандарт».
С 30 августа 1882 года — контр-адмирал, с назначением командиром 1-го флотского Его Императорского Высочества генерал-адмирала экипажа в Николаеве.
Через два с половиной года, 1 февраля 1885 года Ф. Е. Кроун был назначен комендантом города Николаева с зачислением по флоту. В апреле 1887 года был награждён орденом Св. Анны 1-й степени.
В 1888 году был назначен Николаевским городским Головой, в этой должности он состоял почти пять лет. В связи с этим назначением Кроун вышел в отставку 18 июля 1888 года с производством в вице-адмиралы. При его правлении в городе открыт в 1889 году Николаевский речной яхт-клуб. В 1890 году была открыта новая городская больница, включавшая и церковь.
После отставки жил в Николаеве вплоть до своей смерти, наступившей 23 мая 1893 года. Похоронен на городском кладбище, могила сохранилась

## Награды
Был награждён орденами: Св. Анны 3-й, 2-й, 1-й степеней, Св. Станислава 2-й и 1-й степени, Св. Владимира 4-й и 3-й степени, мечами к ордену Св. Владимира 3-й ст., греческим орденом Спасителя, нидерландским орденом «Дубовый венок», португальским крестом военного ордена Д. Авис со звездой, сардинским орденом Св. Маврикия и Лазаря, турецким орденом Меджидие 2-й степени со звездой.

## Семья
Жена: Юлия Карловна, урожд. Шефнер (1838—?). Их дети:
- Евгения (25.12.1856—?) — была замужем за Сергеем Васильевичем Полисадовым, капитаном 1-го ранга.
- Георгий (03.09.1858 — 1939) — генерал-майор по Адмиралтейству (с 1911 г.); начинал службу в 1876 на Черноморском флоте, в 1895 назначен младшим помощником Капитана над Санкт-Петербургским портом; позже стал старшим помощником командира порта. С 1917 года в отставке. В 1935 году арестован НКВД, сослан с семьёй в город Воронеж, где позже и скончался.
- Владимир (07.11.1866—?) — был ротмистром в армейской кавалерии; после 1916 года состоял в резерве чинов при штабе Минского военного округа.
- Николай (?—1905) — служил на броненосце Петропавловск, погиб на этом броненосце в 1905 году около крепости Порт-Артур[6].